# 珠崖郡
珠崖郡（珠厓郡、しゅがい-ぐん）は、中国にかつて存在した郡。漢代から唐代にかけて、現在の海南省に設置された。

## 概要

### 珠崖郡（海南島）
前漢が南越国を滅ぼした翌年の紀元前110年（元封元年）、海南島に珠厓郡と儋耳郡が置かれた。郡が置かれてから紀元前86年（始元元年）までの間に、6回の反乱が起こった。紀元前82年（始元5年）、儋耳郡を併合した。紀元前59年（神爵3年）、珠厓3県が反乱を起こした。紀元前53年（甘露元年）、9県が反乱を起こした。紀元前48年（初元元年）、また珠厓郡が反乱を起こした。紀元前46年（初元3年）、賈捐之の提議を受けて、珠厓郡は廃止され、その地は放棄された。
南朝梁のとき、崖州が置かれた。
607年（隋の大業3年）に州が廃止されて郡が置かれると、崖州は珠崖郡と改称された。珠崖郡は義倫・感恩・顔盧・毗善・昌化・吉安・延徳・寧遠・澄邁・武徳の10県を管轄した。
621年（武徳4年）、蕭銑が唐に滅ぼされると、珠崖郡は唐の崖州となった。742年（天宝元年）、崖州は珠崖郡と改称された。758年（乾元元年）、珠崖郡は崖州と改称され、珠崖郡の呼称は姿を消した。

### 珠崖郡（雷州半島）
242年（赤烏5年）、三国呉の孫権が将軍の聶友と校尉の陸凱に3万の兵を与えて珠崖・儋耳の地を討たせた。このとき珠崖郡が再び設置された。呉の滅亡後、西晋によって珠崖郡は合浦郡に編入された。
431年（南朝宋の元嘉8年）、再び珠崖郡が設置された。